# Hoek (Zelândia)
Hoek (51° 19′ N, 3° 47′ L) é uma cidade dos Países Baixos, na província de Zelândia. Hoek (Zelândia) pertence ao município de Terneuzen, e está situada a 22 km sudeste de Flessingue.
Em 2001, a cidade de Hoek tinha 2502 habitantes. A área urbana da cidade é de 0.56 km², e tem 1074 residências. 
A área de Hoek, que também inclui as partes periféricas da cidade, bem como a zona rural circundante, tem uma população estimada em 3210 habitantes.